# آنتون کرن
آنتون کرن (آلمانی: Anton Krenn; ۱۸ آوریل ۱۹۱۱ – ۰ آوریل ۱۹۹۳) بازیکن فوتبال اهل اتریش بود.